# Lercoul
Lercoul es una comuna francesa situada en el departamento de Ariège, en la región de Occitania.

## Demografía
| 13 | 8 | 5 | 19 | 21 | 18 | 16 |
| Para los censos de 1962 a 1999 la población legal corresponde a la población sin duplicidades (Fuente: INSEE [Consultar]) |   |   |    |    |    |    |